# Nieżyn
Nieżyn (deutsch Nessin) ist ein Dorf in der Woiwodschaft Westpommern in Polen. Es gehört zu der Gmina Siemyśl (Landgemeinde Simötzel) im Powiat Kołobrzeski (Kolberger Kreis).

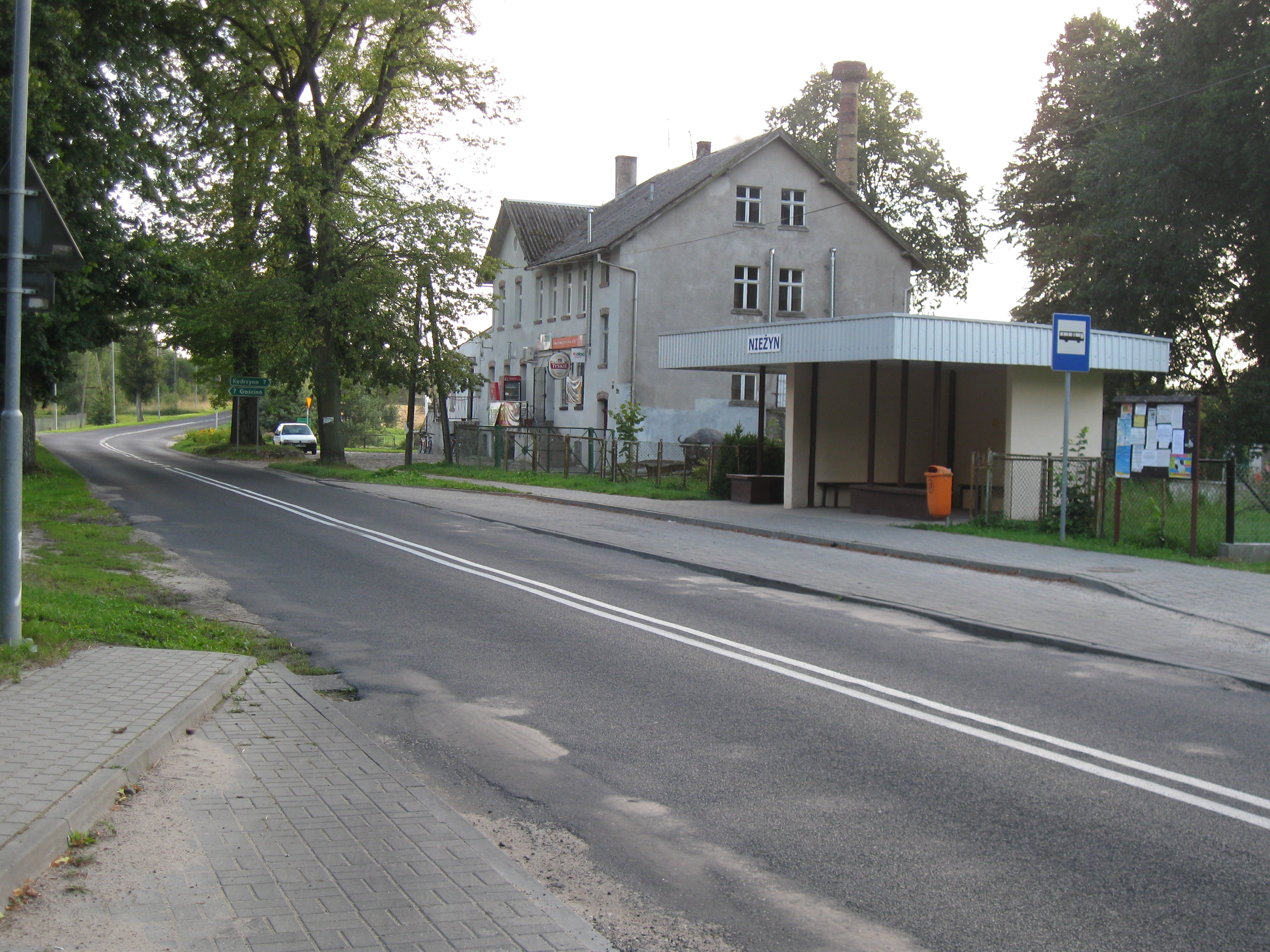
Ortsmitte mit Bushaltestelle (Aufnahme von 2013)

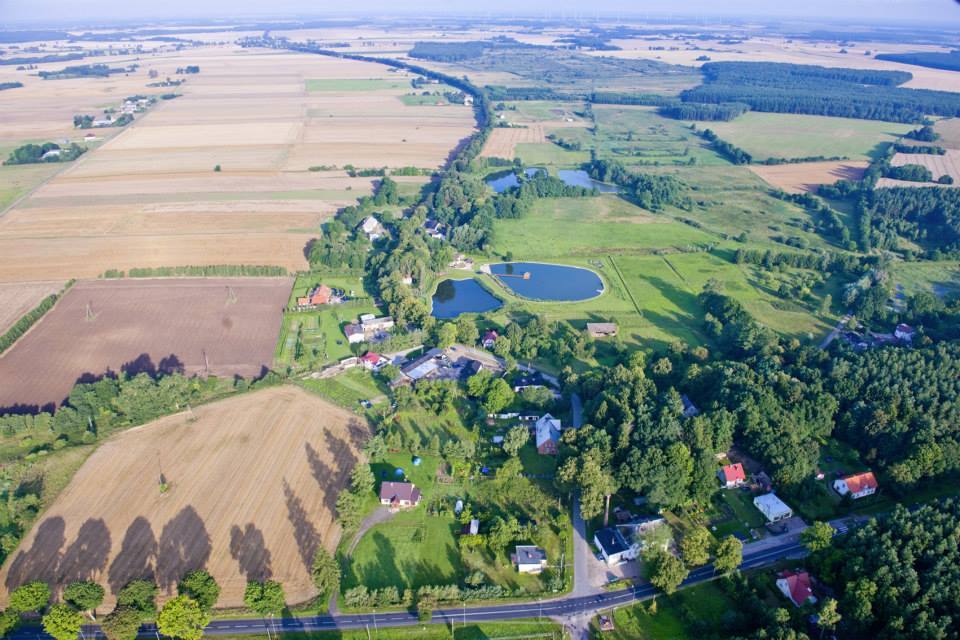
Luftbild des Ortes Richtung Westen (Aufnahme von 2013)

## Geographische Lage
Das Dorf liegt in Hinterpommern, etwa 90 Kilometer nordöstlich von Stettin und etwa 13 Kilometer südlich von Kołobrzeg (Kolberg). Die nächsten Nachbarorte sind im Norden Niemierze (Nehmer) und Charzyno (Garrin), im Osten Unieradz (Neurese), im Süden Siemyśl (Simötzel) und im Westen Byszewo (Büssow).
Das Dorf liegt unweit des Błotnica (Spiebach), die hier von Osten kommend ihre Richtung nach Norden ändert. Am Bach liegt der Wohnplatz Mącznik (Alte Mühle).

## Geschichte
Das Dorf wurde im Mittelalter im Herzogtum Pommern im Rahmen der Deutschen Ostsiedlung angelegt. Die ursprüngliche Dorfform war die eines Angerdorfes. Das Dorf wurde im Jahre 1269 durch den Camminer Bischof Hermann von Gleichen an das Kloster Dargun verkauft, zusammen mit dem benachbarten Neurese. Die Urkunde, in der das Dorf unter dem Namen „Nesin“ aufgeführt ist, stellt zugleich die Erstnennung des Dorfes dar. In einer Urkunde von 1272 liest es sich so, dass vielmehr Vidante, Herr zu Regenwalde, Nessin dem Kloster übereignet hatte. In einer Urkunde von 1274 einigen sich das Kloster Dargun und das Kolberger Domkapitel über den Kirchenzehnten aus Nessin, der zwischen beiden geteilt wird. In einer Urkunde von wohl 1297, vordatiert auf 1294, beschreibt Vidante, Herr zu Regenwalde, die Grenzen der Feldmark des von ihm an das Kloster übereigneten Dorfes.
Im 16. Jahrhundert war das Dorf Nessin in den Lehnsbesitz der adligen Familie Manteuffel übergegangen, wann und auf welche Weise ist nicht überliefert. Auf der Großen Lubinschen Karte des Herzogtums Pommern von 1618 ist das Dorf als „Nossin“ eingetragen. Unter den Besitzern war Christoph von Manteuffel (1622–1688), der Oberhofmarschall des Herzogs von Württemberg wurde. Nach seinem und seiner Witwe Tod wurde Nessin in zwei Anteile, Nessin A und Nessin B, geteilt. Beide Anteile waren zeitweise im Besitz von Angehörigen der adligen Familie Wachholtz.
In Ludwig Wilhelm Brüggemanns Ausführlicher Beschreibung des gegenwärtigen Zustandes des Königlich Preußischen Herzogtums Vor- und Hinterpommern (1784) ist Nessin unter den adeligen Gütern des Fürstentums Cammin aufgeführt. Nessin lag damals „auf der Landstraße von Treptow nach Cörlin, wie auch von Regenwalde nach Colberg“. Es gab damals zwei Vorwerke, also die Gutsbetriebe der beiden Anteile, eine Wassermühle mit dem sogenannten Sandkrug, sechs Bauern und eine Schmiede, insgesamt 15 Haushaltungen („Feuerstellen“). Die genannte Wassermühle wurde später zeitweise mit dem Ortsnamen Alte Mühle als besonderer Wohnplatz geführt, ebenso die Gastwirtschaft Sandkrug.
Im Jahre 1798 kaufte ein Bürgerlicher namens Steffenhagen beide Anteile. Gegen Ende des 19. Jahrhunderts wurde das Gut in mehreren Schritten aufgesiedelt. Insgesamt entstanden aus dem Gut 59 neue Hofstellen, die zumeist außerhalb des Dorfes an Landstraßen und in der Feldmark angelegt wurden. Durch die Aufsiedlung erhöhte sich die Einwohnerzahl deutlich.
Im 19. Jahrhundert bildete Nessin einen Gutsbezirk. Zeitweise bestand daneben eine deutlich kleinere Landgemeinde. So zählte im Jahre 1867 der Gutsbezirk Nessin 184 Einwohner, die Landgemeinde nur 17 Einwohner. Nach der Aufsiedlung des Gutes wurde der Gutsbezirk aufgelöst und es bestand nur noch die Landgemeinde Nessin.
Bis 1945 bildete Nessin eine Gemeinde im Landkreis Kolberg-Körlin der Provinz Pommern. In der Gemeinde wurden neben Nessin keine weiteren Wohnplätze mehr geführt.
Gegen Ende des Zweiten Weltkriegs wurde Nessin Anfang März 1945 durch die Rote Armee besetzt. Das Dorf kam, wie alle Gebiete östlich der Oder-Neiße-Grenze, an Polen. Die Dorfbewohner, die nicht zuvor geflohen waren, wurden 1945/1946 durch Polen vertrieben. Der Ortsname wurde als „Nieżyn“ polonisiert.

## Kirche

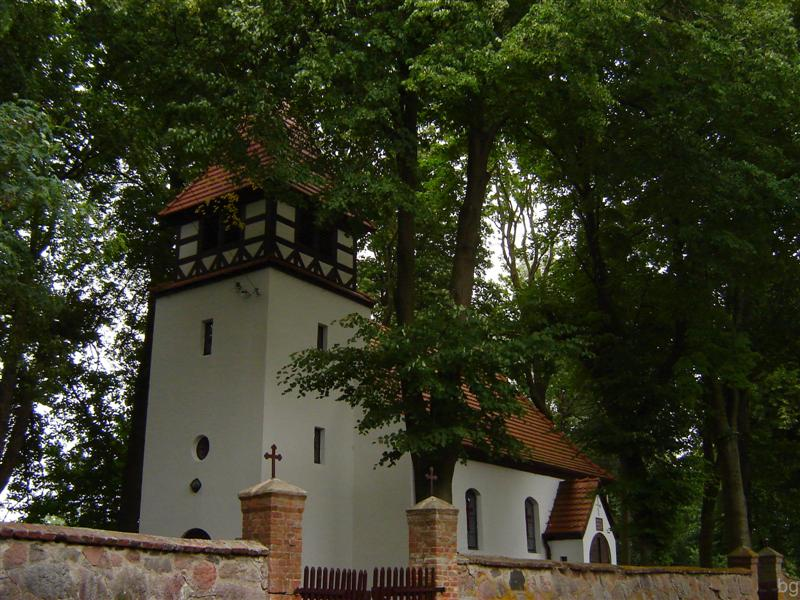
Dorfkirche (Aufnahme von 2008)

Die Kirche in Nessin wurde erstmals im Mittelalter errichtet, wohl zu der Zeit, als das Dorf dem Kloster Dargun gehörte. Sie hat denselben Grundriss wie die Kirche im benachbarten Neurese, das ebenfalls dem Kloster Dargun gehörte. Das jetzige Kirchengebäude soll um 1600 durch den damaligen Gutsbesitzer, Oberst Christoph von Manteuffel, errichtet oder zumindest renoviert worden sein.

## Entwicklung der Einwohnerzahlen
- 1816: 141 Einwohner[3]
- 1855: 158 Einwohner[3]
- 1871: 182 Einwohner[3]
- 1905: 347 Einwohner[3]
- 1919: 405 Einwohner[3]
- 1933: 406 Einwohner[3]
- 1939: 411 Einwohner[3]